# Carles Sindreu i Pons
Carles Sindreu i Pons   (Barcelona, 6 de novembre de 1900 - la Garriga, 6 de juliol de 1974) fou un escriptor, periodista i poeta català.

## Biografia
Estudià comerç. Va fer d'antiquari i treballà en publicitat. Periodista esportiu, escrigué signant Fivaller a La Nau dels Esports. Fou molt actiu i conegut en els ambients del tennis. Inquiet avantguardista, fou fundador d'ADLAN i d'Amics del Circ, col·laborà amb el GATCPAC i es relacionà amb grans intel·lectuals, afins a l'avantguarda, de París i Madrid.
Al Principat fou pioner en el llançament o la crítica militant d'artistes plàstics, poetes i músics. Es relacionà especialment amb Joan Miró, J.V. Foix, Joan Prats, Àngel Ferrant, Sebastià Gasch, Josep Lluís Sert, etc. Col·laborà a Mirador, La Publicitat, D'Ací i d'Allà, El Be Negre, etc. Els seus poemes oscil·len entre el cal·ligrama o la greguería surrealista, fins a l'evocació del paisatge, del suburbi o del temps de la infantesa. Se'l considera, juntament amb el seu amic Joan Brossa, un dels creadors de la poesia visual catalana.
Després de la guerra, col·laborà a La Vanguardia i a El Noticiero Universal, a banda de fer nombroses aportacions a mitjans de comunicació locals i conferències, sobretot al voltant del poble on residia, l'Ametlla del Vallès i d'on provenia la seva família. El 1962, arran d'una campanya en contra d'ell a causa d'un article a La Vanguardia promoguda per prohoms del règim, Sindreu marxà a viure al poble veí de la Garriga, on se li reteren diversos homenatges i on morí.

## Obres
- Radiacions i Poemes (1928)
- La klàxon i el camí (1931)
- Onze epigrames. Vallès (1932), presentat als Jocs Florals de Barcelona[1]
- Darrere el vidre (1933)
- El senyor Joanet del Guinardó (1954)
- La singular història d'un club de tennis (1954)
- Les figures del pessebre de l'Ametlla del Vallès (1960)